# Малонакен
Малонакен (д/н — 542 до н. е.) — цар Куша в 555–542 роках до н. е.

## Життєпис
Син Араматлеко, царя Куша, та його сестри Аманітакайє. Посів трон 555 року. Започаткував традицію проведення церемонії сходження на троні в Мерое, а не Напаті, як попередні царі. Продовжував політику попередника з мирного існування з сусідами (насамперед єгипетським фараоном Яхмосом II), розбудовою міст, насамперед столиці Мерое, де зводилися численні храми. В останній оновив Великий храм Мерое, зведений за попередників. Сприяв піднесенню ремісництва та торгівлі.
Відомий своєю пірамідою (№ 5) у Нурі, записом з Кава про виконану обітницю; блоками (з храму М. 242, 294) та іншими об'єктами з Мерое. Помер близько 542 року. Йому спадкував, імовірно, син Аналмайє.